# オダリス・レベ
オダリス・レベ（Odalis Revé Jiménez、1970年1月15日 - ）はキューバ、オリエンテ州（現在はオルギン州）オルギン出身の柔道家。1992年バルセロナオリンピック柔道女子66kg級金メダリスト。
1996年アトランタオリンピックでは5位であった。

## 主な戦績
- 1988年 - パンナム選手権　優勝
- 1989年 - ブルガリア国際　優勝
- 1989年 - 世界選手権　3位
- 1990年 - パンナム選手権　優勝
- 1991年 - フランス国際　優勝
- 1991年 - ブルガリア国際　優勝
- 1991年 - 世界選手権　2位
- 1991年 - パンアメリカン競技大会　優勝
- 1991年 - 福岡国際　2位
- 1991年 - ドイツ国際　優勝
- 1992年 - ブルガリア国際　2位
- 1992年 - ドイツ国際　優勝
- 1992年 - バルセロナオリンピック　優勝
- 1992年 - パンナム選手権　優勝
- 1992年 - アメリカ国際　優勝
- 1992年 - 福岡国際　優勝
- 1993年 - フランス国際　優勝
- 1993年 - 世界選手権　3位
- 1993年 - 福岡国際　2位
- 1994年 - フランス国際　優勝
- 1994年 - オーストリア国際　優勝
- 1994年 - ドイツ国際　3位
- 1994年 - パンナム選手権　優勝
- 1994年 - 福岡国際　優勝
- 1995年 - ミキハウスカップ団体戦　優勝
- 1995年 - フランス国際　3位
- 1995年 - オーストリア国際　優勝
- 1995年 - ドイツ国際　3位
- 1995年 - パンアメリカン競技大会　優勝
- 1995年 - 世界選手権　2位
- 1996年 - アトランタオリンピック　5位